# Euschemon rafflesia
Euschemon rafflesia là một loài bướm trong họ Hesperiidae. Chúng là loài duy nhất trong chi Euschemon cũng như phân họ Euschemoninae, thường xuất hiện ở Australia.

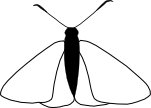
Tư thế nghỉ thông thường